# Saltimbocca
Saltimbocca (eller saltinbocca, hopper ind i munden) er en italiensk kødret af kalvekød, prosciutto (italiensk skinke) og salvie. Saltimbocca alla romana er en typisk ret for Rom og Lazio, men varianter findes i andre italienske regioner og i Schweiz, Spanien og Grækenland.
Et tyndt stykke skinke og et salvieblad rulles ind i en tynd skive kalvekød og steges. Retten serveres med en lys sovs.
| Mad og drikke | Spire Denne artikel om mad og drikke er en spire som bør udbygges. Du er velkommen til at hjælpe Wikipedia ved at udvide den. |